# Verteidigungsbezirkskommando 63
Das Verteidigungsbezirkskommando 63 war ein Verteidigungsbezirkskommando der Bundeswehr mit Sitz des Stabs zuletzt in Marktbergel-Munasiedlung. Hauptaufgabe des Kommandos war die Territoriale Verteidigung in seinem Verteidigungsbezirk.

## Geschichte

### Aufstellung
Das Verteidigungsbezirkskommando wurde zur Einnahme der Heeresstruktur II in den 1960er-Jahren als Teil des Territorialheeres ausgeplant und dem Befehlshaber im Wehrbereich VI unterstellt. Angelehnt an die zivilen Verwaltungsgliederung entsprach der Verteidigungsbezirk in etwa dem (Regierungs-)Bezirk Mittelfranken. Entsprechend war der Standort des Stabs Ansbach. 1998 verlegte der Stab in die Frankenkaserne nach Marktbergel.

### Verlegung nach Marktbergel
| 1962                  | Errichtung Mobilmachungsstützpunkt I (4 große Lagerhallen in Leichtbauweise)                                                                                       |
| in der Folgezeit      | konnten 24 Geräteeinheiten der Bundeswehr die Frankenkaserne (Muna) ihre Heimat nennen, darunter das Heimatschutzregiment 76 und die Instandsetzungslenkgruppe 761 |
| Mai 1983 – Sept. 1991 | Standort des Jägerausbildungszentrums 56/1 |
| 1994                  | Rückverlegung des Wehrleitersatzbataillon 878 und Aufstellung des Heimatschutzbataillon 763                                                                        |
| 14. Oktober 1998      | Einzug des VBK 63 in die Frankenkaserne |

### Wechsel in die Streitkräftebasis
2001 wurde das Territorialheer aufgelöst. Die Wehrbereichskommandos und Verteidigungsbezirkskommandos wurden der neu aufgestellten Streitkräftebasis unterstellt. Die Wehrbereiche und Verteidigungsbezirke wurden grundlegend neu geordnet und ihre Anzahl reduziert. Das Verteidigungsbezirkskommando wechselte zum „neuen“ Wehrbereichskommando IV „Süddeutschland“. Zeitgleich wurde das Verteidigungsbezirkskommando 61 außer Dienst gestellt und dessen Kommandobereich, der etwa dem (Regierungs-)Bezirk Schwaben entsprach, dem Verteidigungsbezirk 63 eingegliedert. Die unterstellten Verteidigungskreiskommandos wurden aufgelöst und seine Aufgabe teils den neu aufgestellten Kreisverbindungskommandos übertragen.

### Auflösung
Das Verteidigungsbezirkskommando wurde 2007 außer Dienst gestellt. Einige seiner Aufträge wurden dem neu aufgestellten Landeskommando Bayern und unterstellten Bezirksverbindungskommandos übertragen.

## Gliederung
Das Verteidigungsbezirkskommando umfasste wie die meisten Truppenteile des Territorialheeres nur wenige aktive Soldaten. Erst im Verteidigungsfall konnte das Verteidigungsbezirkskommando durch die Einberufung von Reservisten und die Mobilmachung eingelagerten und zivilen Materials auf eine Truppenstärke anwachsen, die etwa einer Brigade des Feldheeres entsprach. Die längste Zeit seines Bestehens untergliederte sich das Verteidigungsbezirkskommando abgeleitet von der zivilen Verwaltungsgliederung grob in Verteidigungskreiskommandos. Die den Verteidigungskreiskommandos unterstellten Heimatschutzkompanien sowie das dem Verteidigungsbezirkskommando direkt unterstellte Heimatschutzregiment 76 „Franken“ bildeten um 1989 der Kern der infanteristisch geprägten Heimatschutztruppe.

## Verbandsabzeichen

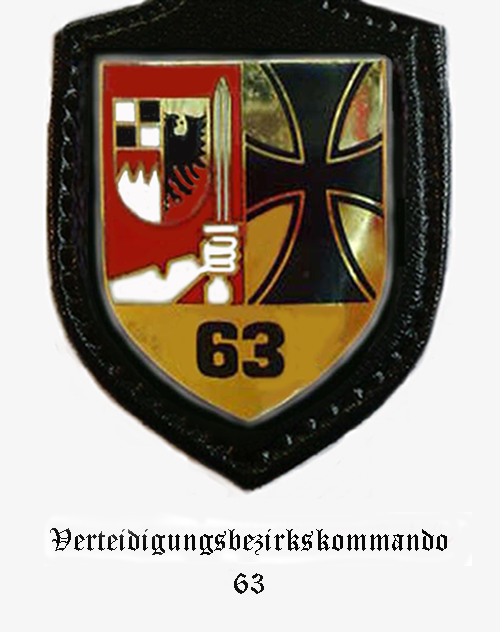
Erste Version des internen Verbandsabzeichens des Stabes/Stabskompanie

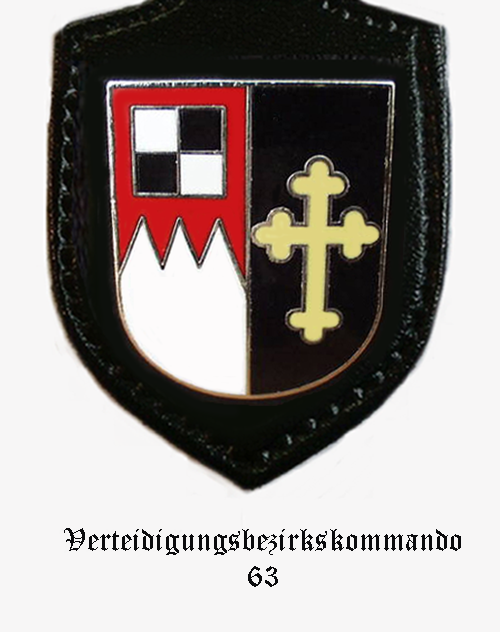
Version des internen Verbandsabzeichens des Stabes/Stabskompanie (ab etwa 2001)

Das Verteidigungsbezirkskommando führte aufgrund seiner Ausplanung als überwiegend nicht aktiver Truppenteil kein eigenes Verbandsabzeichen. Die wenigen aktiven Soldaten trugen daher das Verbandsabzeichen des übergeordneten Wehrbereichskommandos.
Als „Abzeichen“ wurde daher unpräzise manchmal das interne Verbandsabzeichen des Stabes und der Stabskompanie „pars pro toto“ für das gesamte Verteidigungsbezirkskommando genutzt. Neben einem Arm mit Schwert zeigte es als Hinweis auf den Stationierungsraum zunächst im Feld rechts oben als kleines aufgelegtes Schild das Bezirkswappen Mittelfrankens mit dem hohenzollerschen Wappen, dem Fränkischen Rechen und dem Nürnberger Reichsadler. Es ähnelte dem Wappen des Landkreises Ansbach. Im linken Feld zeigte es das Eiserne Kreuz als Hoheitszeichen der Bundeswehr. Nach Eingliederung des schwäbischen Verteidigungsbezirkskommandos 61 wurde das interne Verbandsabzeichen etwa 2001 neu gestaltet. Es übernahm nun das linke Feld des internen Verbandsabzeichens des Stabes des Verteidigungsbezirkskommandos 61 mit dem Kleeblattkreuz. Das Kreuz fand sich ähnlich im Wappen von Merching sowie in den Wappen der Augsburger Stadtteile Haunstetten und Inningen. Es ist wahrscheinlich dem Wappen der Reichsabtei St. Ulrich und Afra in Augsburg entnommen war damit ein Hinweis auf den ursprünglichen Standort des Stabes des Verteidigungsbezirkskommandos 61.